# IC 4980
IC 4980 ist eine linsenförmige Galaxie mit ausgedehnten Sternentstehungsgebieten vom Hubble-Typ SB0/a im Sternbild Pfau am Südsternhimmel. Sie ist schätzungsweise 200 Millionen Lichtjahre von der Milchstraße entfernt und hat einen Durchmesser von etwa 90.000 Lichtjahren.

Im selben Himmelsareal befindet sich u. a. die Galaxie IC 4973.
Das Objekt wurde am 3. Oktober 1901 vom US-amerikanischen Astronomen DeLisle Stewart entdeckt.